# Aéroport de Spokane
L'Aéroport international de Spokane (code IATA : GEG • code OACI : KGEG • code FAA : GEG) est un aéroport situé à environ 8 km   ouest du centre - ville de Spokane, Washington. C'est le principal aéroport desservant le nord - ouest intérieur, qui se compose de 30 comtés et comprend des régions telles que Spokane et les Tri-Cities, toutes deux dans l'est de Washington, et Coeur d'Alene dans le nord de l' Idaho. Le code de l'aéroport, GEG, est dérivé de l'homonyme de son aérodrome, le major Harold Geiger .
Depuis 2015, l'aéroport international de Spokane se situe au 70e rang des aéroports américains les plus fréquentés en termes d'embarquement de passagers. Avec 4 112 784 passagers au total servis en 2019, c'est également le deuxième aéroport le plus fréquenté de Washington. GEG est desservi par six compagnies aériennes avec un service sans escale vers 15 aéroports sur 13 marchés.

## Situation
| \| 50 km1:5 973 000 \| Yakima Anacortes Bellingham Friday · Harbor Port · Angeles Tri-Cities Pullman · Moscow Boeing-King Seattle · Tacoma Spokane Walla Walla Wenatchee · Pangborn Paine |
| 50 km1:5 973 000 |

## Compagnies aériennes et destinations
L'aéroport international de Spokane est desservi par 6 compagnies aériennes. Ces transporteurs desservent 13 marchés grâce à un service sans escale vers 15 aéroports.

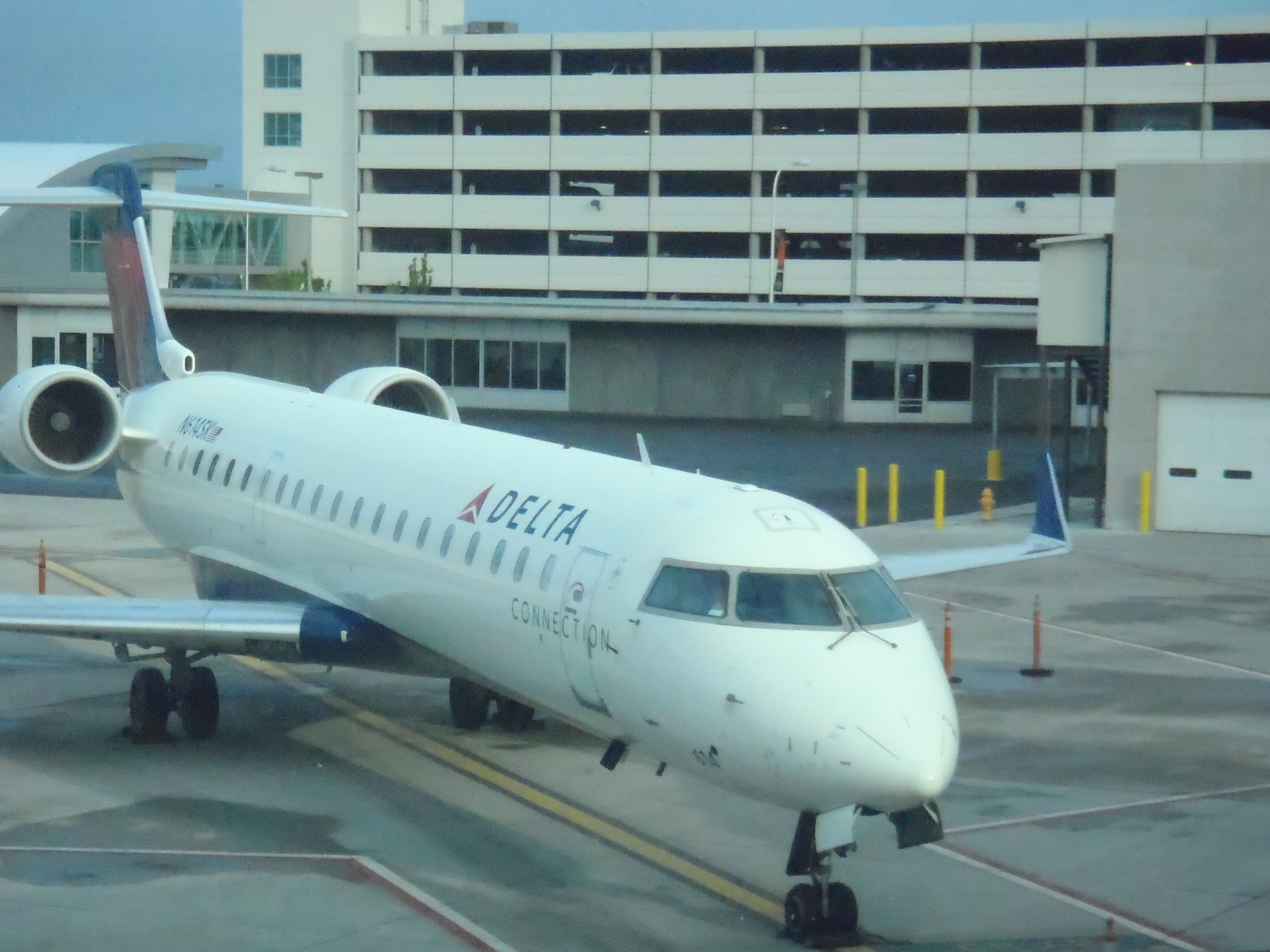
Stationnement d'un Delta Connection Bombardier CRJ-700.

| Compagnies         | Destinations |
| ------------------ | --- |
| Alaska Airlines    | Boise, Everett, Los Angeles, Portland, San Diego, San Francisco, Seattle-Tacoma                                           |
| American Airlines  | Dallas-Fort Worth, Phoenix-Sky Harbor                                                                                     |
| Delta Air Lines    | Atlanta H.-Jackson , Minneapolis-Saint-Paul, Salt Lake City, Seattle-Tacoma                                               |
| Delta Connection   | Los Angeles, Salt Lake City, Seattle-Tacoma                                                                               |
| Frontier Airlines  | Las Vegas-Harry-Reid En saison : Denver                                                                                   |
| Southwest Airlines | Boise, Denver, Las Vegas-Harry-Reid, Oakland, Phoenix-Sky Harbor, Sacramento, San José (Californie) En saison : San Diego |
| United Airlines    | Chicago-O'Hare, Denver, San Francisco                                                                                     |
| United Express     | Denver, San Francisco En saison : Houston-George Bush                                                                     |

Édité le 16/05/2020

## Statistiques
Pour des raisons techniques, il est temporairement impossible d'afficher le graphique qui aurait dû être présenté ici.

Voir la requête brute et les sources sur Wikidata.